# 平安居所

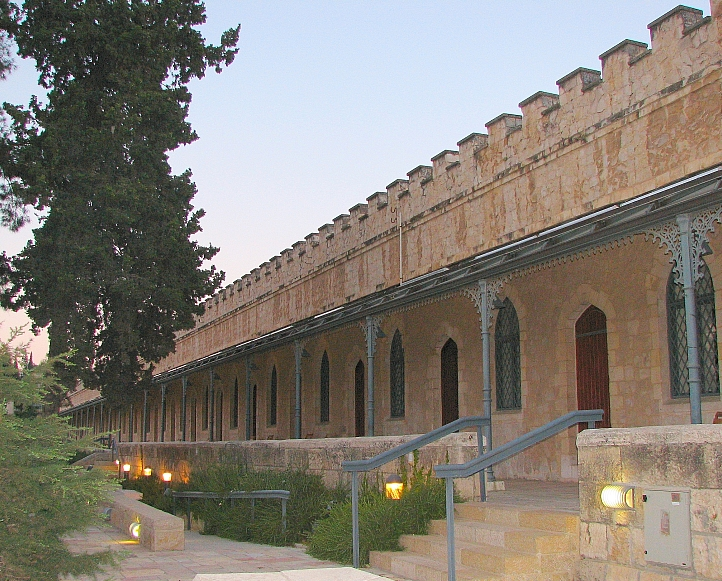
平安居所宾馆，修复的历史建筑

平安居所（希伯來語：‎, Mishkenot Sha’ananim）是耶路撒冷老城城墙外第一个犹太人社区，位于锡安山正对面的山上。

## 历史

### 奥斯曼时期
平安居所由英国银行家犹太人和慈善家摩西·蒙蒂菲奥里爵士建于1860年，最初是一个救济院。用美国新奥尔良犹太商人犹大 Touro的遗产支付。由于地处城墙以外，容易遭到贝都因人的袭击，在当时该地区匪徒猖獗，因此虽然比耶路撒冷老城拥挤破败的房屋豪华，但是犹太人还是不愿来此居住。 作为激励措施，甚至付钱给生活在那里的人，而且环绕大院建起一堵石墙，夜间关闭大门。 社区的名字取自于以赛亚书 32:18: “我的百姓必住在平安的居所、安稳的住处、平静的安歇所。”

### 约旦占领
第一次中东战争之后，老城被阿拉伯军团占领，平安居所紧邻与约旦王国停火线附近的无人区，因约旦阿拉伯军团狙击手袭击，许多居民离开，只有最贫穷的居民依然留下，该社区变成贫民窟。

### 1967年恢复后
在1967年战争期间，毗邻平安居所的无人区，与东耶路撒冷和旧耶路撒冷其余地方一起，被以色列占领。
1973年，平安居所变成一个招待访问以色列的国际知名的作家，艺术家和音乐家高档宾馆。除了宾馆设施，它现在是一个会展中心和耶路撒冷音乐中心的所在地。帕布罗·卡萨尔斯在去世前不久为音乐中心揭幕。
耶路撒冷伦理中心于1997年在平安居所成立。董事会以以色列最高法院的一位退休法官伊扎克·扎米尔教授为首。